# Oproštajno pismo (televizijska serija)
Oproštajno pismo (tur. Veda Mektubu) je turska dramska televizijska serija čija je prva epizoda emitirana 27. veljače 2023. Seriju je režirao Deniz Çelebi Dikilitaş, a scenarij je napisao Deniz Akçaya. Serija se emitira u Hrvatskoj na Novoj TV od 1. siječnja 2024. Glavne uloge tumače Rabia Soytürk, Emre Kıvılcım, Nurgül Yeşilçay, Selim Bayraktar i Bennu Yıldırımlar. Serija je u Turskoj završila 21. kolovoza 2023.

## Pregled serije
| Sezona | Sezona | Epizoda | Tursko prikazivanje | Tursko prikazivanje | Hrvatsko prikazivanje | Hrvatsko prikazivanje |
| Sezona | Sezona | Epizoda | Premijera           | Finale              | Premijera             | Finale                |
| ------ | ------ | ------- | ------------------- | ------------------- | --------------------- | --------------------- |
|        | 1.     | 24 45   | 27. veljače 2023.   | 21. kolovoza 2023.  | 1. siječnja 2024.     | 1. ožujka 2024.       |

## Glumačka postava
| Glumac            | Lik           | Broj epizoda |
| ----------------- | ------------- | ------------ |
| Rabia Soyturk     | Asli Yıldız   | 1-24         |
| Emre Kıvılcım     | Mehmet Karlı  | 1-24         |
| Nurgül Yeşilçay   | Alanur Yıldız | 1-22         |
| Selim Bayraktar   | Ziya Karlı    | 1-22         |
| Bennu Yıldırımlar | Seher Karlı   | 1-21         |
| Hazar Motan       | Beste         | 1-24         |
| Hakan Karsak      | Nevzat        | 1-24         |
| Umm Putgul        | Feride        | 1-24         |
| Hande Elaman      | Hatidže       | 1-24         |
| Ahmet Kaynak      | Melih Gungor  | 1-24         |
| Elif Çakman       | Zuhre         | 1-24         |
| Kerem Alp Kabul   | Seldžuk       | 1-24         |
| Asya Kasap        | Derin         | 1-24         |
| Elif Uslusoy      | Mina          | 1-24         |
| Deniz Altan       | Fatoš         | 1-24         |
| Elena Viunova     | Kathy         | 1-24         |
| Oguzhan Sener     | Hakan         | 1-14         |